# The Long Tomorrow (historieta)
The Long Tomorrow (El largo mañana) es el título de un cómic escrito por Dan O'Bannon en 1975, e ilustrado por Moebius.

## Creación
En su introducción a la edición francesa de  The Long Tomorrow, Moebius escribió:

Dibujé The Long Tomorrow en 1975, cuando trabajaba con Alejandro Jodorowsky en la adaptación cinematográfica de Dune. En principio, Douglas Trumbull debía ocuparse de los efectos especiales, pero, al no llegar a un acuerdo, Jodorowsky contrató a Dan O’Bannon para reemplazarlo. Dan vino a París. Barbudo, vestido informalmente, era el típico poshippie californiano. Su verdadero trabajo empezaría cuando se iniciara el rodaje, cuando se contase con elementos materiales. Como todavía estábamos en la etapa de los preparativos y de las ideas, no tenía prácticamente nada que hacer y se aburría bastante. Para matar el tiempo, dibujaba. Dan es conocido sobre todo como guionista, pero es un excelente dibujante. De haberlo querido, hubiera podido convertirse en dibujante de historietas. Un día, me enseñó lo que dibujaba: era el story-board de The Long Tomorrow. Una historieta policíaca clásica, pero situada en el futuro. Me entusiasmó. Cuando los europeos se lanzan a ese tipo de pastiche, el resultado nunca es del todo satisfactorio: a los franceses les queda demasiado a la francesa, a los italianos demasiado a la italiana... Tenía ante mis ojos un pastiche que era más original que el propio original. Creyendo parodiar, Dan seguía la tradición. Como la historia era muy potente, enseguida presentí que me permitiría jugar gráficamente, con toda libertad, sin artificios convencionales, para concentrarme constantemente en un sujeto ﬂuctuante. El traje de Pete Club, por ejemplo, está en el límite de lo ridículo, muy lejos de la tradición y la gabardina a lo Bogart. Y lo mismo ocurre con la mayor parte de los elementos visuales. Seguí escrupulosamente el guion de Dan. Me gustaría que un día se publicasen las dos versiones, una al lado de la otra. Como la historieta le gustó a todo el mundo, le pedí una continuación, pero no me atrajo. Era simplemente una aventurita y nunca la he dibujado. Tras el fracaso de Dune, Dan me llamó para Alien... pero esa es otra historia.

El argumento de El largo mañana se inspira en el film noir y la novela negra, pero la historia se sitúa en un distante futuro de ciencia ficción, haciéndolo una de las primeras historias ciberpunk. El autor pionero del cyberpunk William Gibson dijo de The Long Tomorrow:

Así que es totalmente justo decir, y lo he dicho antes, que la manera en que se ‘ve’ la novela Neuromante estuvo influida en gran parte por algunas de las obras gráficas que vi en Heavy Metal (Métal hurlant). Supongo que esto también debe ser cierto para Escape from New York de John Carpenter, y Blade Runner de Ridley Scott, y los demás artefactos del estilo llamado a veces cyberpunk [...] Años después, estaba comiendo con Ridley, y cuando la conversación giró hacia las fuentes de inspiración, ambos teníamos muy clara nuestra deuda con la escuela de Métal hurlant de los setenta… Moebius y los otros.

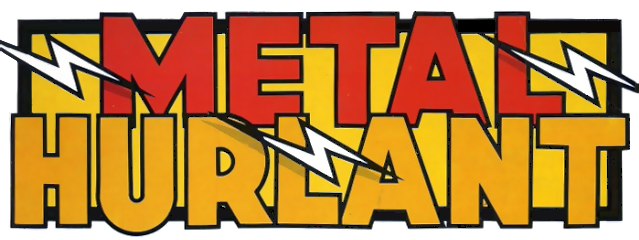
El cómic se publicó por primera vez en la revista francesa Métal hurlant en 1976.

El cómic llamó la atención de Ridley Scott y fue una referencia visual clave para Blade Runner. George Lucas directamente copió el centinela robótico que aparece en el cómic para el aspecto de la sonda droid en El imperio contraataca, preservando completamente el diseño original de Moebius. La referencia a Ridley Scott y George Lucas está documentada en el pasaje del prólogo en The Long Tomorrow.
Fue originalmente publicado en dos partes en la revista francesa Métal hurlant en 1976 y más tarde en su versión americana, Heavy Metal, en Vol. 1 Núm. 4 y Vol. 1 Núm. 5 publicado en julio de 1977 y agosto de 1977 respectivamente.